# Kościół św. Gereona na Wawelu
Kościół św. Gereona – kościół romański, zbudowany w XI wieku na wzgórzu wawelskim w Krakowie, w XIV w. przekształcony w gotycką kaplicę św. Marii Egipcjanki, zlikwidowaną w XVI w. 

## Historia i opis
Pierwsze resztki romańskiej budowli odkryto w 1914 roku. Odnaleziono je pod dziedzińcem Batorego, znajdującym się pomiędzy katedrą wawelską i zamkiem. Kontynuujący badania po I wojnie światowej Adolf Szyszko-Bohusz uznał je za relikty pierwszej katedry, tzw. „chrobrowskiej”. Pogląd ten obaliły dopiero badania prowadzone w latach 80. XX wieku. W tym samym rejonie odkryto też fragmenty wcześniejszych murów, o charakterze przedromańskim.
Najstarsza budowla na tym miejscu, przedromańska (prawdopodobnie kościół), istniała krótko. Badany przez Szyszko-Bohusza kościół romański, któremu przypisano znane z przekazu Jana Długosza wezwanie św. Gereona, był trójnawową bazyliką z transeptem oraz trzema apsydami od wschodu. W ramionach transeptu znajdowały się empory. Pod prezbiterium mieściła się krypta wsparta na 8 kolumnach. Od zachodu korpus nawowy miały zamykać dwie wieże. Data powstania kościoła nie jest pewna, prawdopodobnie wzniesiono go w pierwszej połowie (ale raczej w drugiej jej części) XI w. Mógł być reprezentacyjną kaplicą pałacową – jednak funkcja jest przedmiotem dyskusji, wiązano kościół m.in. z benedyktynami.
W pierwszej połowie XIV w. w źródłach pojawia się kaplica św. Marii Egipcjanki. Ta gotycka kaplica charakteryzowała się wyraźnie mniejszą skalą niż romański kościół św. Gereona. Prawdopodobnie w XIII w. romańska bazylika św. Gereona została obcięta o część nawową i ramiona transeptu, a z pozostałej części (skrzyżowania naw i transeptu oraz prezbiterium) utworzono kaplicę, której nadano cechy stylu gotyckiego (prawdopodobnie około 1350 roku za czasów Kazimierza Wielkiego). Sklepienie nawy kaplicy wznosiło się być może na jednym filarze, pod sklepieniem znajdowała się galeria, do której był bezpośredni wstęp z komnat mieszkalnych. Istnieje także hipoteza, że kaplica miała charakter dwukondygnacyjnego oratorium królewskiego, co jednak zostało poddane krytyce. Niezależnie od dyskusji nad formą kaplicy, nie ulega wątpliwości, że kaplica powstała w połowie XIV wieku, na co wskazują formy proﬁli kamieniarki pokrewne m.in. proﬁlom wschodniego skrzydła klasztoru Augustianów w królewskim mieście Kazimierzu, wzniesionego w latach 40. i 50. XIV wieku
Kaplica została zlikwidowana podczas renesansowej przebudowy zamku wawelskiego na początku XVI w., podczas budowy klatki Schodów Senatorskich i gdy włączono ją w zabudowania północno-zachodniego skrzydła zamku i zamieniono na pomieszczenia mieszkalne. W wyniku przebudowy kaplica pozbawiona została kluczowych elementów swojej struktury, przez co niemożliwe jest jednoznaczne odczytanie jej pełnego rzutu, określenie systemu sklepień czy też programu przestrzennego. Z pierwotnej struktury zamkowej kaplicy przetrwały ceglane i kamienne mury magistralne nawy, na rzucie zbliżonym do kwadratu o boku 7 × 8 metrów, z elementami kamieniarki z jasnego piaskowca, oraz dolne partie niewielkiego prezbiterium, być może jednoprzęsłowego. Poziom użytkowy prezbiterium wbudowanego w romańską kryptę starszej bazyliki znajdował się ok. 1,5 metra poniżej poziomu średniowiecznego dziedzińca.
W miejscu gdzie stał kościół, wedle miejskiej legendy, znajduje się miejsce mocy, kamień czyli wawelski czakram.

## Galeria

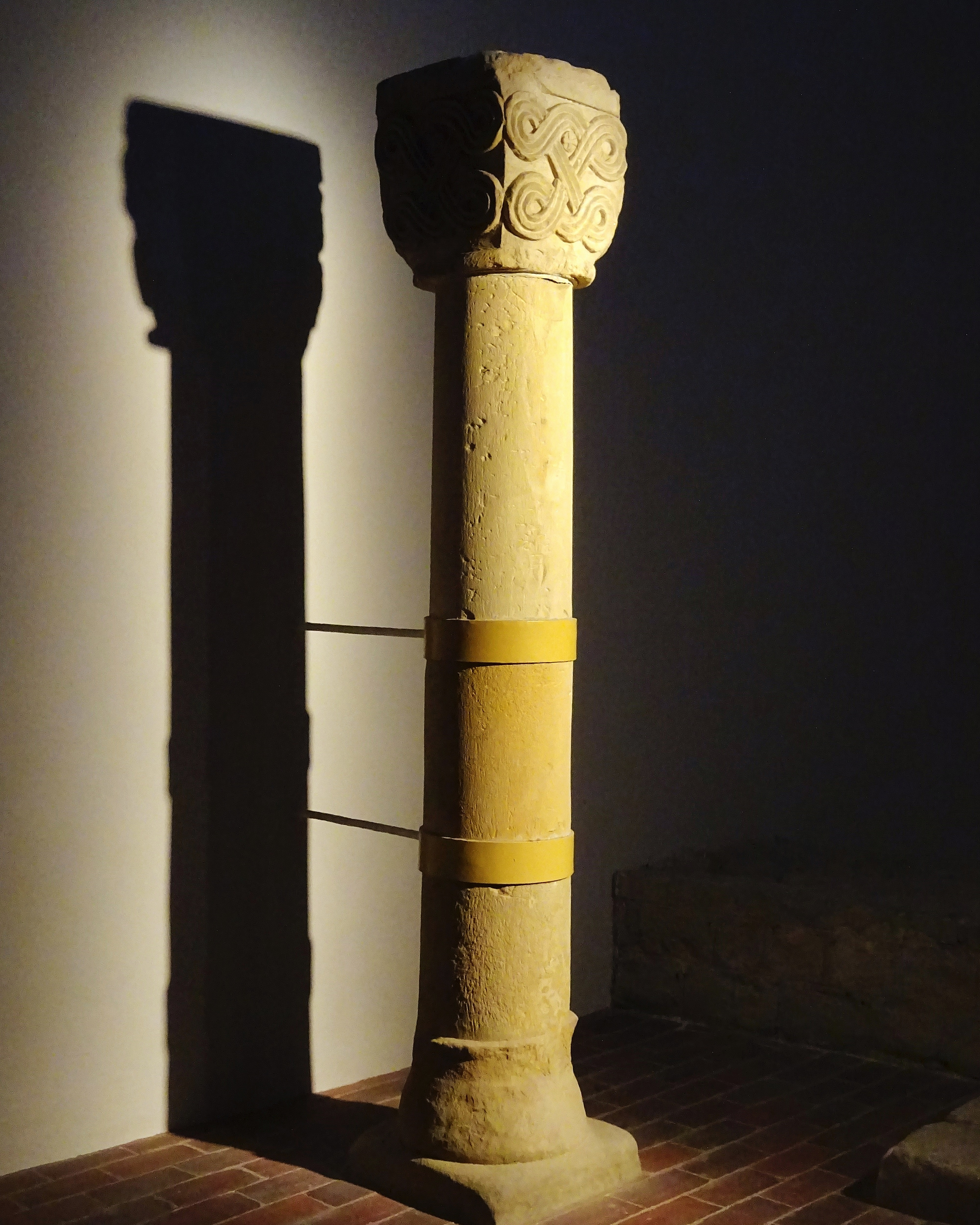
Relikty kościoła – kolumna podtrzymująca emporę
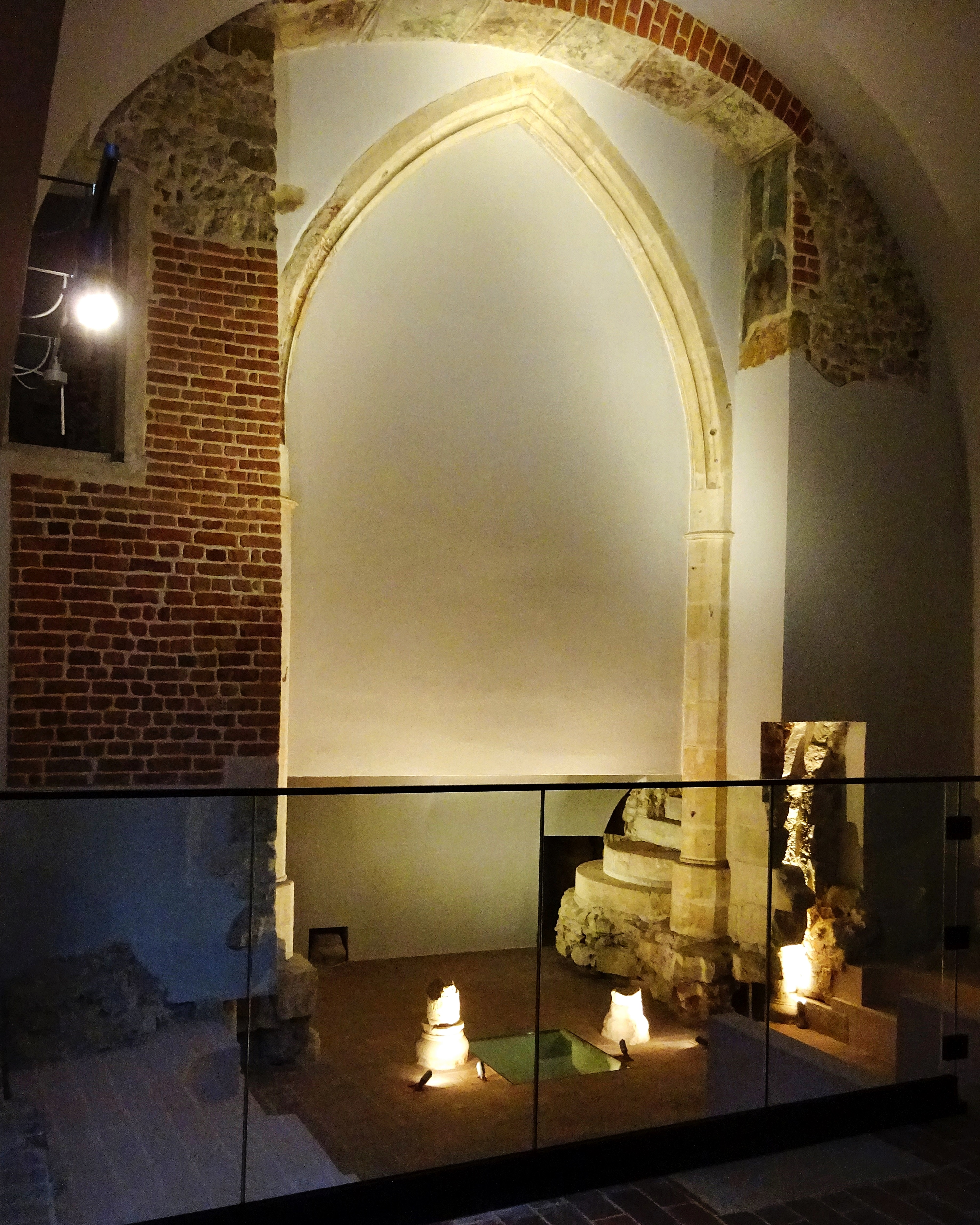
Relikty kościoła – łuk gotycki, pozostałość kaplicy św. Marii Egipcjanki
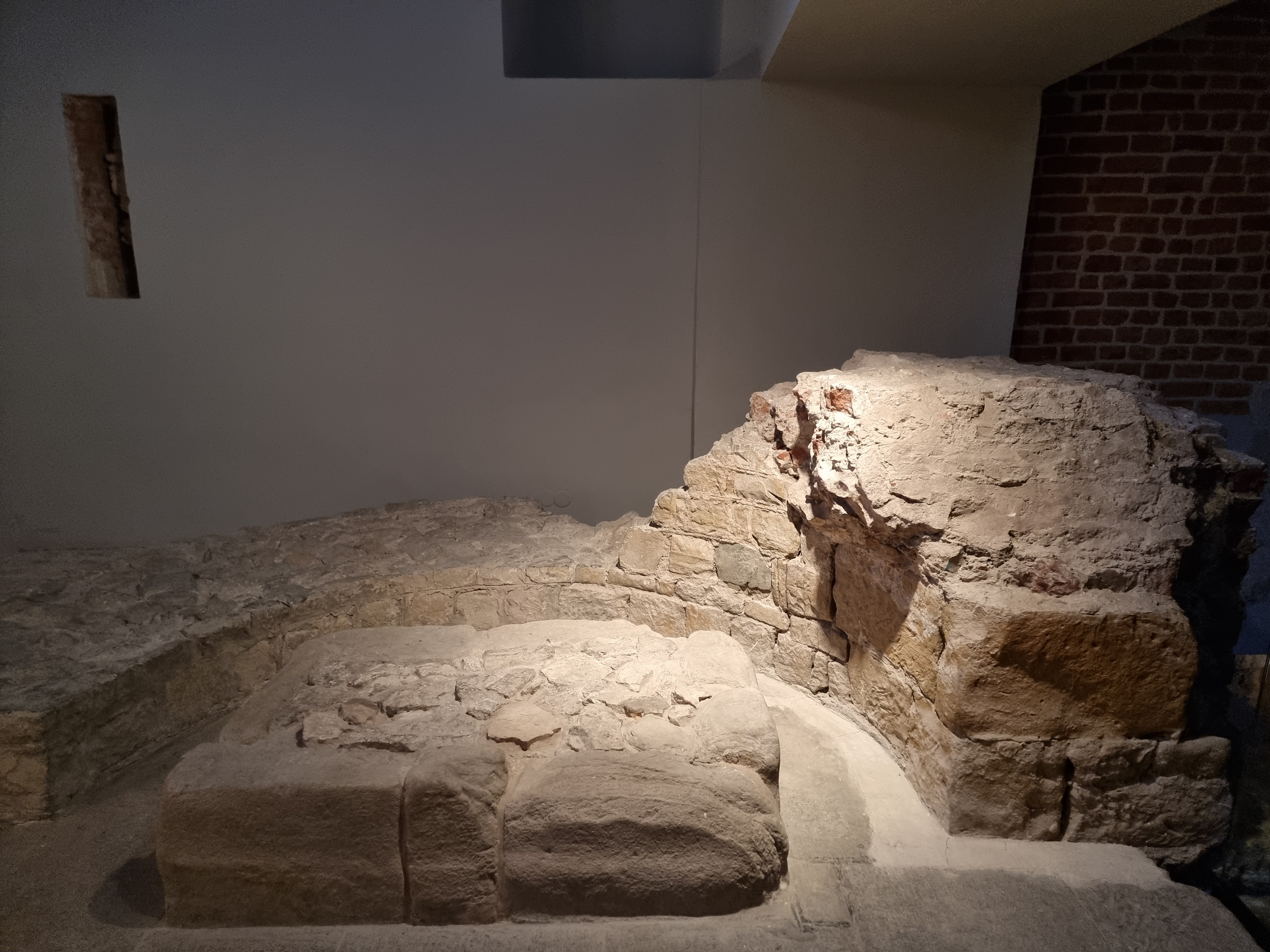
Relikty kościoła, mury